# Minúscula 6
Minúscula 6 (en la numeración Gregory-Aland), δ 356 (Soden) es un manuscrito griego en minúsculas del Nuevo Testamento de 235 hojas de pergamino (14.4 cm por 10.5 cm). Es datado paleográficamente en el siglo XIII. El manuscrito tiene contenidos complejos y unos marginales completos. Fue adaptado para el uso litúrgico.

## Descripción
El códice contiene la totalidad del Nuevo Testamento, excepto el Libro de Apocalipsis (las epístolas generales están ubicadas antes de las epístolas paulinas) con algunas lagunas. El texto está escrito en una columna por página, con 29-47 líneas por página. Está escrito con letras pequeñas elegantes.
El texto de los Evangelios está dividido de acuerdo a los κεφαλαια (capítulos), cuyos números se colocan al margen del texto, y sus τιτλοι (títulos) en la parte superior de las páginas. El texto de los Evangelios está también dividido de acuerdo a las más pequeñas Secciones Amonianas (Mateo 356; Marcos 234 (la última sección en 16:9); Lucas 342; Juan 226).
Contiene Prolegómenos, las tablas de los κεφαλαια (tablas de contenido) colocadas antes de cada libro, sinaxariοs, el Aparato Eutaliano y ornamentaciones. Al final tiene la liturgia de Juan Crisóstomo. Las suscripciones al final de cada libro, con los números de στιχοι, fueron incluidas por una mano posterior.
El orden de los libros es habitual: Evangelios, Hechos de los Apóstoles, las epístolas generales y las epístolas paulinas.
Al final de la Segunda Epístola a Timoteo tiene la suscripción Τιμοθεον Β' απο Ρωμης, la misma suscripción la tienen los manuscritos P, 1739, 1881.

## Texto
El texto griego de las epístolas católicas y las epístolas paulinas de este códice es representativo del tipo textual alejandrino, con numerosas lecturas ajenas. Aland lo colocó en la Categoría III. Este texto pertenece a la familia textual 1739. En el resto de libros del Nuevo Testamento (Evangelios y Hechos) es representativo del tipo textual bizantino, cercano al códice 4. Aland lo colocó en la Categoría V.
De acuerdo con el Perfil del Método de Claremont pertenece al grupo textual Π6 (junto con el Codex Petropolitanus) en Lucas 1, Lucas 10 y Lucas 20.
Lecturas notables:
- Romanos 3:12 omite ουκ εστιν — B, 6, 424**, 1739
- 1 Corintios 1:14 omite τω θεω — א* B, 6, 424**, 1739
- 1 Corintios 7:5 lee τη προσευχη (oración) junto con {\displaystyle {\mathfrak {P}}}11, {\displaystyle {\mathfrak {P}}}46, א*, A, B, C, D, F, G, P, Ψ, 33, 81, 104, 181, 629, 630, 1739, 1877, 1881, 1962, it vg, cop, arm, eth. Otros manuscritos leen τη νηστεια και τη προσευχη (ayuno y oración) y τη προσευχη και νηστεια (oración y ayuno).[8][9]
- Gálatas 1:15 omite και καλεσας δια της χαριτος αυτου — P46, 6, 424**, 1739, 1881
- Efesios 1:1 omite εν εφεσω — {\displaystyle {\mathfrak {P}}}46, B, 6, 424**, 1739
- Efesios 4:28 omite ταις (ιδιαις) χερσιν — P, 6, 424**, 1739, 1881
- Efesios 5:31 omite και προσκολληθησεται προς την γυναικα αυτου — 6, 1739*, Orígenes, Jerónimo
- 1 Timoteo 3:14 omite προς σε (εν) — (F, G), 6, 263, 424**, 1739, 1881
- 2 Timoteo 4:8 omite πασσι — D**, 6, 424**, (1739), 1881, Ambrosiastrolat
- Hebreos 5:12 omite τινα — Uncial 075, 6, 424**, 1739, 1881
- Judas 1:12 lee ευωχιαις, la mayoría lee αγαπαις.

## Historia
El manuscrito perteneció alguna vez a Fontainebleau. Fue utilizado por Robert Estienne en su Editio Regia, y designado por él como ε'. Fue examinado por Wettstein, Griesbach, y Scholz (sólo Mateo, Marcos 1-4, Juan 7), y C. R. Gregory (en 1885). Fue examinado y descrito por Paulin Martin. Gregory vio el manuscrito en 1885.
Wettstein le dio el número 6 a la minúscula. Este número se sigue utilizando.
Fue citado en la 27ª edición del Novum Testamentum Graece Nestle-Aland solamente dos veces (1 Corintios 11:24; 15:6).
El códice se encuentra actualmente en la Bibliothèque nationale de France (Gr. 112) en París.

## Lectura adicional
- J. Neville Birdsall. A Study of Manuscript 1739 and its Relationship to MSS. 6, 424, 1908, and M. (no publicado. Disertación Ph.D., 1959).